# Jean-Pierre Morel
Jean-Pierre Morel, auch Charquet oder Sharkey Morel (* 27. März 1943 in Grenoble) ist ein französischer Jazzmusiker (Kornett, auch Gesang, Kazoo, Althorn) und Bandleader des traditionellen Jazz.

## Leben und Wirken
Morel spielte Mitte der 1960er-Jahre in Paris bei den Famous Melody Boys, mit denen erste Aufnahmen entstanden (3e Jazz Band Ball) und war Mitbegründer und Leiter der Formation Charquet and Co. (zunächst Sharkey & Co.), u. a. mit Alain Marquet und Daniel Huck, mit denen er in den 70ern u. a. im Pariser Club Caveau de la Montagne auftrat und auf dem International Traditional Jazz Festival Breda 1976 gastierte. Ferner spielte er ab 1968 mit Les Haricots Rouges.
In den 1990er-Jahren gründete er Le Petit Jazzband de Mr. Morel, in den beiden folgenden Jahrzehnten gehörte er der Formation Les Rois du Fox-Trot an, die im Pariser Lokal Petit Journal St. Michel auftraten und eine Reihen von Album wie Tribute to Elmer Schoebel, Crazy ’Bout Red-Head Mamas und We're Forever Blowing Bubbles für das Hot-Jazz-Label Stomp Off einspielten. Das Repertoire der Band bestand aus Klassikern des frühen Jazz von Fletcher Henderson, Clarence Williams bis Duke Ellington. Im Bereich des Jazz war er zwischen 1966 und 2013 an 92 Aufnahmesessions beteiligt.

## Preise und Auszeichnungen
Morel erhielt 1970 den Prix Sidney Bechet.